# 서울디자인박물관
서울 디자인 박물관은 대한민국 서울 종로구 원서동에 있는 동서양의 디자인 박물관이다. 가구, 전자제품, 조명기구, 식탁용품, 섬유제품, 기타 일용품 등 180여점이 상설 전시되어 있다. 세계 각국의 권위있는 디자인, 인테리어, 건축 관련의 정기간행물과 단행본들이 소장되어 있어 디자인, 건축을 공부하는 학생이나 종사자들에게 도움되는 정보를 제공하고 있다. 입장료는 무료이며 휴일은 일요일과 공휴일이다.
2014년 현재 폐관한 상태다.